# Scherira Gaon
Rab Scherira Gaon (hebräisch רַב שְׁרִירָא גָּאוֹן Rav Sch[ə]rīrā Gaʾōn) * um 906; † verm. 1006; war ein Rabbiner und gleichzeitig ein prominenter jüdischer Philosoph und Exeget. Er war das Oberhaupt der babylonischen Akademie des 10. Jahrhunderts in Pumbedita. Sein Hauptwerk ist Iggeret Rav Scherira Gaon („Brief des Scherira Gaon“, abgekürzt ISG), eine zusammenfassende Geschichte über die Herkunft des Talmud. Er war einer der bekanntesten Geonim seiner Zeit, und er war Vater des Chai ben Scherira Gaon (gest. 1038), letzter der großen babylonischen Gelehrten. Chai ben Scherira Gaon erwähnt zum Beispiel, dass jüdische Studenten aus Konstantinopel sich in Babylon aufhielten. Grund dafür war, dass zu dieser Zeit in Byzanz eine Renaissance der hebräischen Sprache stattfand, als Zeichen der Rezeption des rabbinischen Judentums.

## Iggeret
Der Iggeret ist ein 987 von Scherira Gaon verfasster Brief in Traktatlänge, der eine Frage einer Gemeinde aus Kairouan dem heutigen Tunis in Tunesien, beantwortete. In dieser Antwort wurde die Geschichte und die authentische Vermittlung der Mischna und des Talmud, mit biographisch-genealogischen Angaben zu den einzelnen Gelehrten umrissen. Im Gegensatz zu Saadia Gaon, der die unverfälschte Überlieferung der Tora bzw. der Mischna mit der Logik begründete, belegte Scherira Gaon die unverfälschte und ungebrochene Kette von Lehre und Überlieferung genealogisch. Dies war notwendig geworden, weil die Karäer in Tunesien die Mischna ablehnten.
Eines der bekannten Zitate des Scherira war: „Warum habt ihr uns vergessen? […] Sollen sie an Hunger leiden und an Hunger sterben?“. Dies macht deutlich, dass die Antwortbriefe auch eine Finanzquelle waren, von denen die Geonim auch lebten. Durch die „Atomisierung“ und Dezentralisierung der jüdischen Gemeinden durch die Diaspora, waren die Geonim insofern wichtig, weil sie einer Art Konsulat waren, wo man seine innerjüdischen Rechtsfragen klären konnte.
Der Brief ist in zwei Versionen überliefert. Die „französische Ausgabe“ war auf Aramäisch und wird als die ursprünglichere Version angesehen. Die „spanische Ausgabe“ enthält mehr hebräische Sprachanteile und wird für eine Paraphrasierung gehalten. Die beiden Ausgaben stritten sich über die Frage der Redaktion der Mischna seitens des Jehuda ha-Nasi.
Die Bedeutung des Textes liegt darin, dass er neben Seder Tannaim we-Amoraim und dem in den Talmudim verstreut vorliegenden Material eine der wenigen Quellen zu der frühen Geschichte der Entstehung des rabbinischen Judentums ist.